# Emanual Davis
Emanual Laval Davis (Filadelfia, Pensilvania, 27 de agosto de 1968) es un exjugador de baloncesto estadounidense que disputó seis temporadas de la NBA, además de jugar en la USBL, la CBA, la liga italiana, la liga francesa y la liga griega. Con 1,93 metros de estatura, juega en la posición de base.

## Trayectoria deportiva

### Universidad
Jugó durante cuatro temporadas con los Hornets de la Universidad Estatal de Delaware, en las que promedió 17,6 puntos, 5,3 rebotes y 5,3 asistencias por partido. En su última temporada fue incluido en el mejor quinteto de la Mid-Eastern Athletic Conference.

### Profesional
Tras no ser elegido en el Draft de la NBA de 1991, jugó con los Philadelphia Spirit de la USBL, a los que ayudó a ganar el campeonato. De ahí pasó a la CBA, donde jugó con los Yakima Sun Kings y los Rockford Lightning, con los que promedió 20 puntos y 7,7 asistencias en los playoffs.
En 1994 fichó por el Teamsystem Rimini de la LEGA italiana, donde jugó una temporada en la que promedió 13,6 puntos y 6,2 rebotes por partido. Regresó posteriormente a los Lightning, donde completó su mejor temporada como profesional, promediando 13,8 puntos por partido, y liderando a su equipo en asistencias y robos de balón, siendo elegido jugador defensivo del año e incluido en el mejor quinteto del campeonato.
En 1996 llegó por fin a la NBA, fichando como agente libre por Houston Rockets. Allí jugó dos temporadas, siendo la más destacada la primera, en la que promedió 5,0 puntos y 2,0 asistencias por encuentro. Tras no ser renovado su contrato, firmó en 1999 por los Seattle Supersonics, donde en su segunda temporada llegó a ser titular en 39 partidos, promediando 5,8 puntos y 2,5 asistencias. Entre medio de ambas temporadas, se vio envuelto en un traspaso a cuatro bandas que acabaría con Pat Ewing en los Sonics, y en el que se vieron implicados además Horace Grant, Vernon Maxwell, Vladimir Stepania, Lazaro Borrell, Chuck Person y Greg Foster, que llevó a Davis a los Lakers, pero tras la renuncia de éstos a sus derechos, regresó a los Sonics.
En 2001, ya con 33 años, fichó por los Atlanta Hawks, donde jugó las dos últimas temporadas de su andadura profesional.

## Estadísticas de su carrera en la NBA

### Temporada regular
| Temporada | Edad | Equipo              | Liga | Pos. | P   | TIT | MIN  | TC  | TCA | %TC  | 3P  | 3PA | %3P  | TL  | TLA | %TL  | R.OF. | R.DEF. | REB | ASIS | ROB | TAP | PER | FP  | PTS |
| 1996-97   | 28   | Houston Rockets     | NBA  | PG   | 13  | 0   | 17.7 | 1.8 | 4.2 | .444 | 0.9 | 2.1 | .444 | 0.4 | 0.6 | .625 | 0.2   | 1.5    | 1.7 | 2.0  | 0.7 | 0.2 | 1.3 | 1.5 | 5.0 |
| 1997-98   | 29   | Houston Rockets     | NBA  | PG   | 45  | 0   | 13.3 | 1.4 | 3.2 | .444 | 0.6 | 1.6 | .375 | 0.7 | 0.8 | .838 | 0.2   | 0.8    | 1.0 | 1.3  | 0.4 | 0.1 | 1.2 | 1.2 | 4.1 |
| 1999-00   | 31   | Seattle Supersonics | NBA  | PG   | 54  | 2   | 13.0 | 1.5 | 4.1 | .364 | 0.6 | 1.9 | .301 | 0.5 | 0.7 | .684 | 0.3   | 1.6    | 1.9 | 1.3  | 0.7 | 0.1 | 0.8 | 1.3 | 4.0 |
| 2000-01   | 32   | Seattle Supersonics | NBA  | SG   | 62  | 39  | 20.8 | 2.1 | 5.1 | .418 | 0.8 | 2.0 | .394 | 0.7 | 0.9 | .818 | 0.5   | 2.0    | 2.5 | 2.2  | 1.0 | 0.2 | 1.2 | 1.6 | 5.8 |
| 2001-02   | 33   | Atlanta Hawks       | NBA  | PG   | 28  | 20  | 27.6 | 2.5 | 7.1 | .354 | 1.0 | 3.0 | .341 | 0.6 | 0.6 | .889 | 0.7   | 2.0    | 2.6 | 2.4  | 1.0 | 0.2 | 1.9 | 2.4 | 6.6 |
| 2002-03   | 34   | Atlanta Hawks       | NBA  | SG   | 24  | 1   | 14.2 | 1.3 | 3.7 | .364 | 0.3 | 1.2 | .241 | 0.7 | 0.9 | .773 | 0.2   | 1.6    | 1.8 | 1.5  | 0.5 | 0.1 | 1.0 | 1.2 | 3.7 |
| Total     |      |                     | NBA  |      | 226 | 62  | 17.4 | 1.8 | 4.5 | .394 | 0.7 | 2.0 | .352 | 0.6 | 0.8 | .787 | 0.3   | 1.6    | 1.9 | 1.8  | 0.7 | 0.1 | 1.2 | 1.5 | 4.9 |